# 美國陸軍第4裝甲師
第4裝甲師（英語：4th Armored Division）是美國陸軍已解編的裝甲部隊，第二次世界大戰隸屬於美國第三軍團。冷戰時期曾駐紮在西德，隸屬於第七軍。